# The Philadelphia Experiment
The Philadelphia Experiment  é um filme estadunidense de ação, drama e ficção científica produzido em 1984 e dirigido por Stewart Raffill, que retrata a história do Experimento Filadélfia.

## Sinopse
Com base em um "evento real" de um projeto secreto americano que aconteceu em 1943, sobre um destróier de escolta da Marinha dos Estados Unidos que desapareceu do Estaleiro Naval da Filadélfia e enviou dois homens quarenta anos para o futuro até 1984.

## Elenco
- Michael Paré[2]
- Nancy Allen[2]
- Bobby Di Cicco[2]